# Мартинчук Василь Йосипович
Василь Йосипович Мартинчук (23 вересня 1938, село Ярошівка, тепер Фастівського району Київської області) — український політик, Народний депутат України 1-го скликання. 

## Життєпис
Народився 23 вересня 1938 року в селі Ярошівка Фастівського району Київської області в селянській родині; одружений.
З 1955 року — різнороб, тракторист, інженер-механік колгоспу імені П.Буйка Фастівського району. Служив у Радянській армії.
Освіта незакінчена вища: закінчив три курси Білоцерківського сільськогосподарського інституту.
З 1961 року — голова виконкому Томашівської сільської ради Фастівського району Київської області.
Член КПРС.
З 1972 року — голова колгоспу імені П.Буйка Фастівського району Київської області.
Народний депутат України 12 скликання з березня 1990 року (перемога в 2-ому турі) до квітня 1994 року, Фастівський виборчій округ № 214, Київська область. Член Комісії з питань діяльності рад народних депутатів, розвитку місцевого самоврядування. Групи «Аграрники», «Земля і воля».

## Нагороди
- орден «Знак Пошани»
- медалі

## Джерело
- Довідка [Архівовано 5 березня 2016 у Wayback Machine.]